# NGC 1201
NGC 1201 is een elliptisch sterrenstelsel in het sterrenbeeld Oven. Het hemelobject werd op 26 oktober 1785 ontdekt door de Duits-Britse astronoom William Herschel.

## Synoniemen
- PGC 11559
- ESO 480-28
- MCG -4-8-23